# The Square (2017)
The Square ist ein Spielfilm von Ruben Östlund aus dem Jahr 2017. Das satirische Drama, eine europäische Koproduktion, basiert auf einem Originaldrehbuch des schwedischen Regisseurs. Östlund stellt einen angesehenen Museumskurator (dargestellt von Claes Bang) in den Mittelpunkt, der durch den Diebstahl seines Mobiltelefons und einen kontroversen Werbeclip für eine Kunstinstallation in eine existenzielle Krise gestürzt wird.
Der Film wurde am 20. Mai 2017 im Wettbewerb der 70. Internationalen Filmfestspiele von Cannes uraufgeführt und gewann mit der Goldenen Palme den Hauptpreis des Festivals. Ein Kinostart in Schweden und im Vereinigten Königreich erfolgte am 25. August 2017. In Deutschland lief der Film am 19. Oktober 2017 in den Kinos an.

## Handlung
Christian ist Kurator eines Museums für zeitgenössische Kunst in Stockholm. Er ist geschieden, Vater von zwei Mädchen und lebt allein.
Nachdem er in einer Fußgängerzone Opfer eines Trickbetrugs geworden ist, vermisst Christian seine Manschettenknöpfe, sein Smartphone und seine Brieftasche. Später kann er das Handy in einem großen Wohnblock orten und entwickelt mit seinem Assistenten den Plan, in einem anonymen Drohbrief die Rückgabe zu fordern. Sie drucken Dutzende von Kopien des Briefes, und Christian wirft nachts je ein Exemplar in den Briefkasten an jeder einzelnen Wohnung des gesamten Blocks. Tatsächlich erhält Christian so ein paar Tage später das Telefon und die völlig unberührte Brieftasche zurück. Die Manschettenknöpfe tauchen bei ihm zu Hause wieder auf.
Nach dem Erfolg seines Vorhabens geht Christian euphorisch auf eine Party, wo er die Journalistin Anne trifft, die ihn zuvor interviewt hat. Er landet in ihrer Wohnung, wo er einen Schimpansen bemerkt, der ein Mitbewohner von Anne zu sein scheint. Obwohl Christian irritiert ist, schläft er mit Anne. Einige Tage später passt Anne ihn im Museum ab und sagt, dass der Abend für sie mehr gewesen sei als nur zwangloser Sex. Er weicht ihr aus, woraufhin sie ihn beschuldigt, seine Machtposition zum Sex mit Frauen auszunutzen. Er bestreitet dies und erklärt, dass sie selbst offensichtlich von Macht angezogen sei. Als Anne später versucht, ihn anzurufen, geht er nicht ans Telefon.
Ein kleiner Junge stellt Christian in dessen Treppenhaus zur Rede: Seine Eltern haben einen der Drohbriefe erhalten und glauben nun, dass er ein Dieb sei, weshalb sie ihm Hausarrest und ein Spielverbot erteilt haben. Der Junge fordert Christian auf, sich bei ihm und seiner Familie zu entschuldigen, sonst werde er Chaos in dessen Leben bringen. Christian versucht ihn wegzuschicken, wobei er handgreiflich wird und der Junge eine Treppe hinunterfällt. Er scheint daraufhin zu gehen, doch kurze Zeit später hört Christian in seiner Wohnung immer wieder Hilferufe des Jungen. Christian sucht halbherzig im Treppenhaus nach der Herkunft der Stimme, findet aber nichts. Die Rufe quälen ihn, woraufhin Christian verzweifelt den Müll im Innenhof nach einer Notiz durchsucht, die die Telefonnummer des Jungen enthält. Er findet sie schließlich und versucht erfolglos, den Jungen anzurufen. Ersatzweise nimmt Christian eine Videobotschaft auf, die als aufrichtige Entschuldigung beginnt, sich aber zu einem mäandernden Essay über Gesellschaft, Klasse und Politik entwickelt.
Einige Tage später fährt Christian zum Wohnblock und versucht, den Jungen und seine Familie zu finden. Er spricht mit einem Nachbarn, der behauptet, dass er einen Jungen kannte, auf den die Beschreibung passt, der aber mit seiner Familie ausgezogen sei.
Während dieser Ereignisse muss Christian sich nicht nur zeitweise um seine beiden Töchter kümmern, sondern auch eine neue Ausstellung bewerben. In deren Zentrum steht die Kunstinstallation The Square, ein weiß eingegrenztes Quadrat von vier mal vier Metern auf einem öffentlichen Platz. Christian zitiert mehrfach eine Beschreibung von The Square als einem „Zufluchtsort, an dem Vertrauen und Fürsorge herrschen. Hier haben alle die gleichen Rechte und Pflichten“.
Die vom Museum beauftragte Werbeagentur will in den sozialen Medien mit einem Werbeclip eine Kontroverse um die Ausstellung erzeugen, weil das Kunstwerk selbst zu positiv und fad sei. Beim entscheidenden Treffen mit der Agentur fehlt Christian allerdings wegen seiner privaten Schwierigkeiten und der Rest des Teams zeigt sich von dem Ansatz zwar überrascht und ungläubig, interveniert jedoch nicht. So wird später auf dem YouTube-Kanal des Museums ein Clip gezeigt, in dem ein weißblondes Kleinkind in ärmlicher Kleidung mit einem Kätzchen auf dem Arm The Square betritt und dann durch eine Explosion getötet wird. Der Clip wird hunderttausendfach aufgerufen, löst in den Medien und der breiten Öffentlichkeit allerdings extrem feindselige Reaktionen aus. Das Museum sieht sich zu einer Pressekonferenz gezwungen, auf der Christian die Schuld für den Clip auf sich nimmt und seinen Rücktritt als Kurator erklärt. Mehrere Journalisten greifen ihn daraufhin an – manche, weil er mit einem geschmacklosen Clip auf billige Weise Kontroversen entfacht habe, während andere ihn wegen angeblicher Selbstzensur kritisieren bzw. bezichtigen, feige das Recht auf Kunstfreiheit aufgegeben zu haben.
Später liest Christian eine Boulevardzeitung, die dem umstrittenen Clip, den Reaktionen der Öffentlichkeit, der Ausstellung und dem Kunstwerk mehrere Seiten gewidmet hat.

## Produktionsnotizen
Claes Bang synchronisierte sich für die deutschsprachige Fassung des Films selbst.
Das im Film vorgestellte Kunstwerk The Square existiert wirklich. Es wurde im Vorfeld des Films von Ruben Östlund gemeinsam mit Kalle Boman entwickelt und wird als permanente Installation in der schwedischen Stadt Värnamo ausgestellt.
Seit 2018 geht die argentinische Künstlerin Lola Arias juristisch gegen die Produktion vor. Sie wird im Film mehrfach als Urheberin des Kunstwerks genannt. Dies sei nicht mit ihr abgesprochen gewesen und habe ihrem Ruf Schaden zugefügt.

## Musik
1. Genesis – Justice
2. Shinai – Curbi
3. Downbeat – Jon Ekstrand, Carl-Johan Sevedag
4. No Good (Extended Mix) – Fedde Le Grand, Sultan
5. Make Your Own – Andreas Franck
6. Run Amok – Amok
7. Chains – Amok
8. Party at the Castle – Claes Bang
9. Johann Sebastian Bach: Orchestersuite Nr. 3 in D-Dur, BWV 1068: Air (arrangiert für Vokalensemble) – The Swingle Singers
10. Improvisació 1 – Bobby McFerrin

## Rezeption
Nach seiner Uraufführung wurde The Square von der Fachkritik gelobt und als Mitfavorit auf die Goldene Palme gehandelt. Der Film schnitt im internationalen Kritikenspiegel der britischen Fachzeitschrift Screen International von allen Wettbewerbsfilmen gemeinsam mit Wonderstruck von Todd Haynes am drittbesten ab (jeweils 2,7 von vier möglichen Sternen), hinter dem russischen Film Loveless (3,2 Sterne) und A Beautiful Day von Lynne Ramsay (3,1).
Hannah Pilarczyk (Spiegel Online) rezensierte The Square als „grandiose[n] Gesellschaftssatire“ und als eines „der ersten großen Highlights des Festivals“. Sie hob Östlunds „smarte“ Inszenierung und den „brillanten Schnitt“ hervor und spekulierte auf einen Festivalpreis. Östlund wähle wie zuvor in Höhere Gewalt „einen Fatzke zur Hauptfigur“. Der Regisseur nehme sich „heraus, einfach mal alles zu verhandeln: den verblasenen Kunstbetrieb, soziale Ungleichheit, die Grenzen von Wohltätigkeit und Mitgefühl“, so Pilarczyk.
Nach Tobias Kniebe (Süddeutsche Zeitung) blicke Östlund „ähnlich ungerührt“ wie in seinem vorangegangenen Film auf die Stockholmer Kunstszene. „Im Grunde geht es um die Unfähigkeit eines Mannes, sich in seiner eigenen übercodierten und hochverfeinerten politischen Korrektheitswelt noch länger sinnvoll zu definieren, weil archaische Impulse wie Angst, Lust und Aggression sich eben doch nicht dauerhaft unterdrücken lassen.“ The Square werde von dieser Idee nicht vollständig zusammengehalten, münde „aber in einige unvergessliche Szenen“, so Kniebe. Auch Verena Lueken (Frankfurter Allgemeine Zeitung) fielen „großartige Szenen“ auf, gleichzeitig aber auch „miese Ideen“ wie die Fundraising-Dinner-Szene mit Terry Notary als Affen. Sie bewertete Östlunds vorangegangenen Film als viel stärker.
Andreas Kilb (Frankfurter Allgemeine Zeitung) nennt den Film „eine Kino-Pointe ohne Witz“ und kritisiert die Jury von Cannes, die dem Film die Goldene Palme verlieh. Der Regisseur Östlund lenke „mit hohem inszenatorischem Aufwand von der Tatsache ab, dass er sich für nichts von dem, was er zeigt, wirklich interessiert.“

## Auszeichnungen

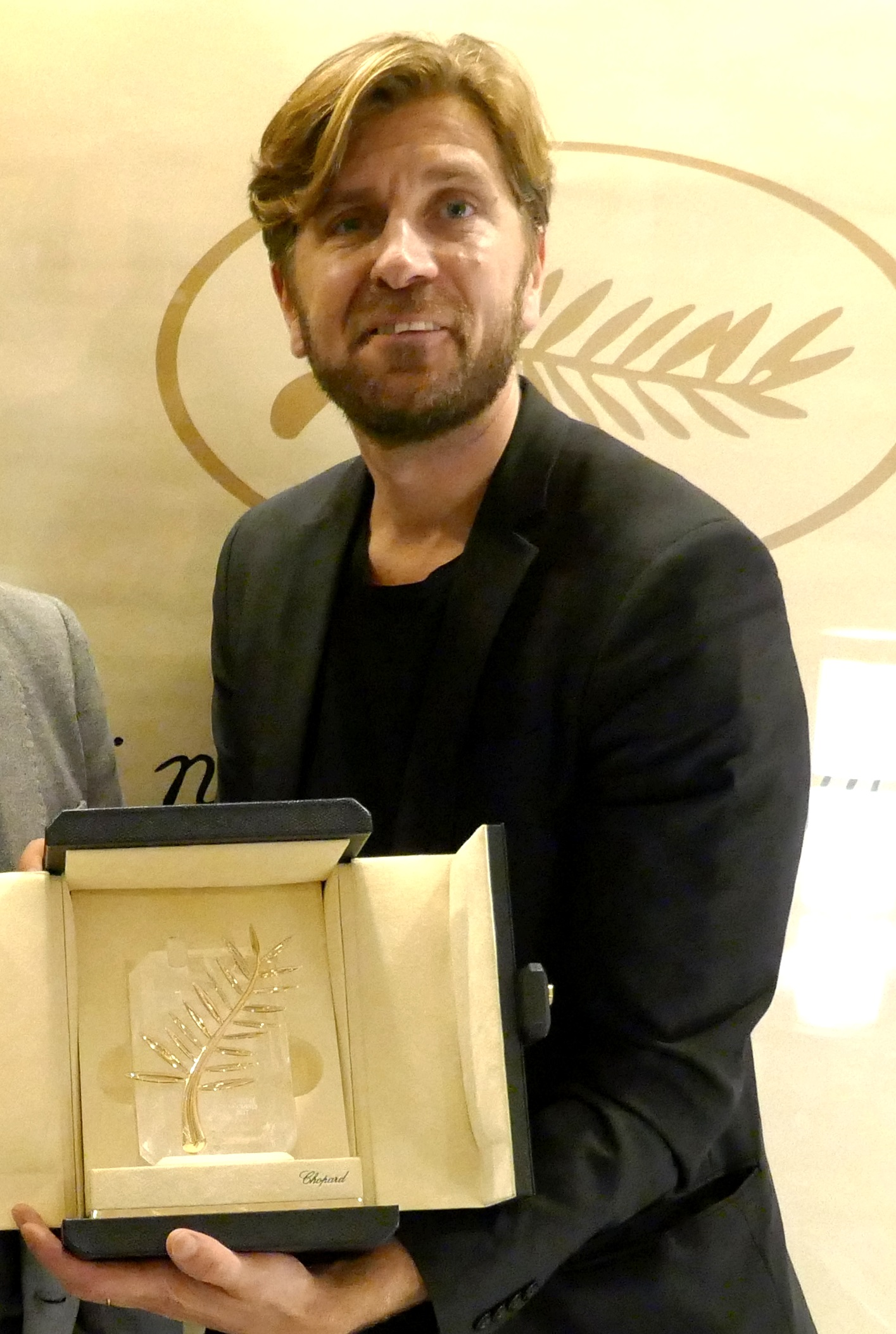
Östlund mit der gewonnenen Goldenen Palme für The Square (2017)

The Square gewann bei den Filmfestspielen von Cannes die Goldene Palme, den Hauptpreis des Festivals. Der Film war für den Wettbewerb nachnominiert worden. Szenenbildnerin Josefin Åsberg wurde mit dem Prix Vulcain de l’artiste technicien ausgezeichnet. Im selben Jahr folgten fünf Europäische Filmpreise (Bester Film, Beste Filmkomödie, Regie, Darsteller – Claes Bang, Drehbuch). Åsberg erhielt im Vorfeld der Verleihung die Auszeichnung für das beste Szenenbild.
Im August 2017 wurde The Square als offizieller schwedischer Kandidat für eine Oscar-Nominierung in der Kategorie Bester fremdsprachiger Film ausgewählt und erreichte eine Nominierung. Bei der Verleihung der Golden Globe Awards 2018 folgte eine weitere Nominierung in derselben Kategorie.
Im Rahmen der Verleihung des Filmpreises Goya wurde der Film 2018 als bester europäischer Film ausgezeichnet.